# Briarosaccus callosus
Briarosaccus callosus is een krabbezakjessoort uit de familie van de Peltogastridae. De wetenschappelijke naam van de soort is voor het eerst geldig gepubliceerd in 1930 door Boschma.